# Lord-lieutenant du Kent
Ceci est une liste de personnes qui ont servi comme lord-lieutenant du Kent. Depuis 1746, tous les lords-lieutenant ont également été Custos Rotulorum of Kent.

## Lords-lieutenant du Kent
- Sir Thomas Cheney 1551–?
- William Brooke 3 juillet 1585 – 6 mars 1597
- Henry Brooke 29 octobre 1597 – 24 mars 1603
- Edward Wotton, 1st Baron Wotton 28 janvier 1604 – 31 mai 1620
- George Villiers 31 mai 1620 – 8 juin 1620
- Ludovic Stuart 8 juin 1620 – 16 février 1624
- Philip Herbert 20 mars 1624 – 1642
- Interregnum
- Heneage Finch 10 juillet 1660 – 16 janvier 1688 jointly with
- Thomas Wriothesley 16 juillet 1662 – 16 mai 1667 and
- Charles Stewart 13 mai 1668 – 12 décembre 1672
- Christopher Roper 16 janvier 1688 – 25 octobre 1688
- Louis de Duras 25 octobre 1688 – 17 mai 1689
- Heneage Finch 17 mai 1689 – 3 octobre 1689
- Henry Sydney 3 octobre 1689 – 8 avril 1704 jointly with
- Vere Fane 18 avril 1692 – 29 décembre 1693
- Charles Finch 2 mai 1704 – 6 avril 1705
- Lewis Watson 6 avril 1705 – 19 mars 1724
- John Sidney 3 juin 1724 – 27 septembre 1737
- Lewis Watson 17 novembre 1737 – 4 novembre 1745
- Lionel Sackville 8 juillet 1746 – 10 octobre 1765
- Charles Sackville 17 décembre 1765 – 5 janvier 1769
- John Sackville 27 janvier 1769 – 30 juin 1797
- Charles Marsham 30 juin 1797 – 9 juin 1808
- John Pratt 9 juin 1808 – 8 octobre 1840
- Henry Tufton 16 novembre 1840 – 19 octobre 1846
- George Cowper 19 octobre 1846 – 15 avril 1856
- John Townshend 10 juin 1856 – 14 février 1890
- Arthur Stanhope 18 mars 1890 – 19 avril 1905[1]
- John Pratt 5 juin 1905 – 14 décembre 1943[2]
- Wykeham Stanley Cornwallis 1er septembre 1944 – 1972
- Gavin Astor 2 août 1972 – 2 août 1982[3]
- Robert Leigh-Pemberton, Esquire 2 août 1982 – 23 janvier 2002[4]
- Allan Willett 23 janvier 2002 – 24 août 2011[5]
- Philip Sidney 1er septembre 2011 - [6]

### Deputy Lieutenants
- Ivo Francis Walter Bligh mars 1901 [7]
- Sir John Furley mars 1901 [7]
- Bill Cockcroft
- Kelvin Holford
- Jools Holland
- Sir Keith Speed
- John Astor
- Patrick Tootal